# دار البريهى (القفر)

تعديل مصدري - تعديل

دار البريهى محلة تابعة لقرية شبيث، التابعة لعزلة بني سيف السافل بمديرية القفر إحدى مديريات محافظة إب في الجمهورية اليمنية، بلغ تعداد سكانها 42 حسب تعداد اليمن لعام 2004.